# Francisco Pedro Vinagre
Francisco Pedro Vinagre (Belém, 1793 – Belém, 1873) foi um lavrador, um dos líderes do movimento Cabanagem (por independência na província do Grão-Pará em 1835), político brasileiro, como um dos presidentes da Província do Grão-Pará, no ano de 1835, durante o Governo Cabano (ou Governo Republicano Independente).
Foi um dos executores do governador deposto Bernardo Lobo de Sousa durante a revolta da Cabanagem. Devido à extrema pobreza e o isolamento político do restante do Brasil, mantido pela influência portuguesa, na madrugada de 7 de janeiro de 1835, liderados por Antônio Vinagre, os revoltosos (índios tapuios, cabanos e negros) tomaram o quartel e o palácio do governo de Belém (capital da província), assassinando o presidente Lobo de Souza e o Comandante das Armas e, nomearam Félix Antonio Clemente Malcher presidente do Grão-Pará. Porém este traiu o movimento realizando acordos com o governo regencial. Assim, os cabanos o mataram e, nomearam presidente o lavrador Francisco Pedro Vinagre, que depois foi sucedido por Eduardo Angelim.